# Norris Cole
Norris Gene Cole II (Dayton, 13 ottobre 1988) è un cestista statunitense.

## Statistiche
| † | Denota le stagioni in cui ha vinto il titolo |

### NCAA
| Anno      | Squadra     | PG  | PT  | MP   | TC%  | 3P%  | TL%  | RP  | AP  | PRP | SP  | PP   |
| --------- | ----------- | --- | --- | ---- | ---- | ---- | ---- | --- | --- | --- | --- | ---- |
| 2007-2008 | CSU Vikings | 34  | 0   | 14,4 | 38,0 | 23,8 | 81,7 | 1,4 | 0,8 | 0,6 | 0,0 | 4,9  |
| 2008-2009 | CSU Vikings | 35  | 33  | 32,8 | 45,2 | 30,4 | 81,1 | 2,6 | 2,5 | 1,1 | 0,1 | 13,5 |
| 2009-2010 | CSU Vikings | 33  | 33  | 34,2 | 43,2 | 34,2 | 79,9 | 2,8 | 4,4 | 1,8 | 0,1 | 16,3 |
| 2010-2011 | CSU Vikings | 36  | 36  | 35,7 | 43,9 | 34,2 | 85,3 | 5,8 | 5,3 | 2,2 | 0,1 | 21,7 |
| Carriera  | Carriera    | 138 | 102 | 29,3 | 43,5 | 32,1 | 82,7 | 3,2 | 3,3 | 1,5 | 0,1 | 14,2 |

#### Massimi in carriera
- Massimo di punti: 41 vs Youngstown State (12 febbraio 2011)[1]
- Massimo di rimbalzi: 20 vs Youngstown State (12 febbraio 2011)
- Massimo di assist: 11 (2 volte)
- Massimo di palle rubate: 7 vs Wilmington (10 novembre 2010)
- Massimo di stoppate: 2 vs Illinois-Chicago (3 gennaio 2011)
- Massimo di minuti giocati: 40 (9 volte)

### NBA

#### Regular season
| Anno       | Squadra          | PG  | PT | MP   | TC%  | 3P%  | TL%  | RP  | AP  | PRP | SP  | PP   |
| ---------- | ---------------- | --- | -- | ---- | ---- | ---- | ---- | --- | --- | --- | --- | ---- |
| 2011-2012† | Miami Heat       | 65  | 2  | 19,4 | 39,3 | 27,6 | 77,6 | 1,4 | 2,0 | 0,7 | 0,0 | 6,8  |
| 2012-2013† | Miami Heat       | 80  | 4  | 19,9 | 42,1 | 35,7 | 65,0 | 1,6 | 2,1 | 0,7 | 0,1 | 5,6  |
| 2013-2014  | Miami Heat       | 82  | 6  | 24,6 | 41,4 | 34,5 | 77,9 | 2,0 | 3,0 | 0,9 | 0,1 | 6,4  |
| 2014-2015  | Miami Heat       | 47  | 23 | 24,4 | 38,6 | 26,5 | 69,6 | 2,3 | 3,5 | 0,9 | 0,2 | 6,3  |
| 2014-2015  | N.O. Pelicans    | 28  | 2  | 24,4 | 44,4 | 37,8 | 74,3 | 1,8 | 3,2 | 0,5 | 0,3 | 9,9  |
| 2015-2016  | N.O. Pelicans    | 45  | 23 | 26,6 | 40,5 | 32,4 | 80,0 | 3,4 | 3,7 | 0,8 | 0,1 | 10,6 |
| 2016-2017  | Oklahoma Thunder | 13  | 0  | 9,6  | 30,8 | 23,1 | 80,0 | 0,8 | 1,1 | 0,6 | 0,0 | 3,3  |
| Carriera   | Carriera         | 360 | 60 | 22,3 | 40,7 | 32,4 | 74,3 | 2,0 | 2,7 | 0,8 | 0,1 | 7,0  |

#### Play-off
| Anno     | Squadra          | PG | PT | MP   | TC%  | 3P%  | TL%  | RP  | AP  | PRP | SP  | PP  |
| -------- | ---------------- | -- | -- | ---- | ---- | ---- | ---- | --- | --- | --- | --- | --- |
| 2012†    | Miami Heat       | 19 | 0  | 8,9  | 32,4 | 25,0 | 77,8 | 0,5 | 0,6 | 0,4 | 0,0 | 1,8 |
| 2013†    | Miami Heat       | 21 | 0  | 19,9 | 48,0 | 53,1 | 73,7 | 1,9 | 2,0 | 0,7 | 0,1 | 6,1 |
| 2014     | Miami Heat       | 20 | 0  | 20,2 | 41,0 | 37,5 | 86,7 | 1,1 | 1,8 | 0,5 | 0,1 | 4,6 |
| 2015     | N.O. Pelicans    | 4  | 0  | 26,5 | 41,7 | 21,4 | 66,7 | 1,8 | 1,8 | 0,0 | 0,3 | 8,8 |
| 2017     | Oklahoma Thunder | 4  | 0  | 6,1  | 25,0 | 25,0 | -    | 0,3 | 0,3 | 0,0 | 0,3 | 1,2 |
| Carriera | Carriera         | 68 | 0  | 16,5 | 42,1 | 38,2 | 78,3 | 1,2 | 1,4 | 0,4 | 0,0 | 4,3 |

#### Massimi in carriera
- Massimo di punti: 26 vs Cleveland Cavaliers (6 febbraio 2016)[2]
- Massimo di rimbalzi: 12 vs Dallas Mavericks (2 gennaio 2016)
- Massimo di assist: 10 vs Sacramento Kings (28 gennaio 2016)
- Massimo di palle rubate: 4 (5 volte)
- Massimo di stoppate: 2 (3 volte)
- Massimo di minuti giocati: 52 vs Brooklyn Nets (10 gennaio 2014)

### Eurolega
| Anno      | Squadra          | PG | PT | MP   | TC%  | 3P%  | TL%  | RP  | AP  | PRP | SP  | PP   |
| --------- | ---------------- | -- | -- | ---- | ---- | ---- | ---- | --- | --- | --- | --- | ---- |
| 2017-2018 | Maccabi Tel Aviv | 28 | 3  | 24,6 | 41,8 | 31,9 | 81,7 | 2,5 | 3,8 | 1,1 | 0,1 | 12,6 |
| 2018-2019 | Budućnost        | 15 | 12 | 26,6 | 49,3 | 38,0 | 85,7 | 2,7 | 4,6 | 0,8 | 0,0 | 16,6 |
| 2020-2021 | ASVEL            | 30 | 20 | 26,3 | 42,8 | 35,0 | 88,0 | 1,9 | 3,6 | 0,8 | 0,1 | 13,7 |
| Carriera  | Carriera         | 73 | 35 | 25,7 | 43,9 | 34,7 | 84,9 | 2,3 | 3,9 | 0,9 | 0,1 | 13,9 |

## Palmarès
- Campionato NBA: 2

Miami Heat: 2012, 2013
- Campionato israeliano: 1

Maccabi Tel Aviv: 2017-18
- Campionato montenegrino: 1

Budućnost: 2018-19
- Campionato francese: 1

ASVEL: 2020-21
- Coppa di Lega israeliana: 1

Maccabi Tel Aviv: 2017
- Coppa del Montenegro: 1

Budućnost: 2019
- Coppa di Francia: 1

ASVEL: 2020-21